# Klisurica (Prokuplje)
Pour les articles homonymes, voir Klisurica.
Klisurica (en serbe cyrillique : Клисурица) est un village de Serbie situé dans la municipalité de Prokuplje, district de Toplica. Au recensement de 2011, il comptait 202 habitants.

## Démographie
| 1948 | 1953 | 1961 | 1971 | 1981 | 1991 | 2002 | 2011 |
| ---- | ---- | ---- | ---- | ---- | ---- | ---- | ---- |
| 363  | 397  | 407  | 356  | 339  | 285  | 250  | 202  |

|  |